# Юмор FM
«Юмор FM» — радиостанция в России, в основу которой входит поп-музыка и анекдоты. Возраст аудитории радиослушателей составляет 20-65 лет.

## История
Радиостанция входит в холдинг «Проф-Медиа» (до 2014 года принадлежал компании «Интеррос» Владимира Потанина, нынешний владелец — «Газпром-медиа»). Начала вещание в сентябре 2005 года на частоте 88,7 FM, сменив «Радио Диско» (закрытое из-за низких рейтингов и возросшей конкуренции), и стала первой в России полностью юмористической радиостанцией. При этом с весны 2005 года формат «Радио Диско» постепенно стал приближаться к будущему формату «Юмор FM». Из трёх вариантов названия станции — «Юмор FM», «Витамин FM» и «Весёлое радио» — в результате социологического опроса было выбрано первое («Весёлое радио» стало названием сайта станции, а также частью слогана «Самое весёлое радио», который появился ещё при «Радио Диско»). Музыкальный формат «Юмор FM» был ограничен лёгкой поп-музыкой, поскольку музыкальная составляющая радиостанции не должна была превалировать над юмористической.
Необычный для России формат и рекламная кампания принесли свои плоды: к концу декабря рейтинг «Юмор FM» был примерно в два раза выше, чем у «Радио Диско». Генеральным продюсером радиостанции «Юмор FM» стал Максим Забелин; Коммерческим директором стал перешедший с «Радио Диско» Станислав Лясота. Радиостанция позиционировалась как музыкально-информационная, рассчитанная на более взрослую аудиторию, чем сестринская Comedy Radio 5 лет голосом радиостанции был актёр Александр Котов.
Летом 2014 года «Юмор FM» полностью прекратила ставить зарубежную музыку и перешла в чистую русскоязычную поп-музыку, также существенно изменились юмористические передачи. Вследствие этого рейтинг радиостанции стал падать. Для поддержания популярности «Юмор FM» было необходимо постоянное обновление материала (шутки и анекдоты быстро устаревают), что удавалось решать благодаря сотрудничеству с порталом «Анекдот. Ру» и другими интернет-ресурсами, телеканалами (в эфире появились скетчи «Stand Up», выходившей на ТНТ, а впоследствии — фрагменты других юмористических передач: «Вечерний Ургант», «КВН», «Уральские пельмени»), а также интерактивному общению ведущих со слушателями по телефону и посредством SMS.

## Рейтинги
За апрель-сентябрь 2011 г. радиостанция в 115 городах вещания имела аудиторию в 5,149 млн человек, за сентябрь-ноябрь в Москве — 790,2 тыс. слушателей в день. Наиболее типичным слушателем «Юмор FM» являются подростки и молодежь 12-19 лет, а также мужчины 30-59 лет.

## Программы Юмор FM

### В эфире
- «Юмор FM Чарт»
- «Ильф, Петров и Бурунов! из Двенадцать стульев и Золотой телёнок» c Сергеем Буруновым
- «Шутки Песни Плюс» с Надеждой Ангарской и Стасом Ярушиным
- «Я! Такого!! Не говорил!!! c Джейсоном Стэтхемом»
- «Лига городов»
- «Шутки Песни» с Люсей Чеботиной и Стасом Ярушиным
- «Задорнов – навсегда!»
- «Однажды в России! Лучшее за 10 лет!»
- «Гол! Ой! Штанга!» c Романом Юнусовым
- «Самый Лучший Дэн» c Денисом Клявером
- «Шутить изволите?» с Михаилом Полицеймако
- «REALITY CRIMINALITY с Игорем Мухичем (Роман Попов)»
- «Пять шуток PRO…» с Николаем Фоменко
- «Маэстро Жванецкий» с Михаилом Жванецким
- «УGARный Папа» с Гаром Дмитриевым
- «Шутки шоу» c Антоном Бурным и Ольгой Мажарой
- «#2ЮЛИ» с Юлией Солнечной и Юлей Деточкиной
- «Нереклама» (Рубрика)
- «Big Stand up!» (Мини-рубрика и Шоу)
- «Весёлый чат»
- «FOMENKO FAKE RADIO»
- «Николай Фоменко на Юмор FM»
- «101 анекдот» с Игорем Маменко
- «Танцуют Все!»
- «Юмор На Заказ»
- «Хорошая погода на „Юмор FM“»

### Архивные
- «Конфетка»
- «Хороший Новости»
- «Уральские пельмени» (Рубрика)
- Анекдот-парад
- Большой Анекдот-парад
- «В гостях у смеха»
- «Говорит Одесса»
- Красная бурда
- «Разыграли!»
- Будни медсестры Эвелины
- 6 кадров
- Даёшь молодёжь!
- «Квартет И»
- «Между нами (от телеканала Комедия ТВ)»
- «Наши Любимые Мультики!»
- «Не Время» с Игорем Кирилловым и Анной Шатиловой
- «Неформат» с Михаилом Задорновым
- «О, спорт — ты смех!» с Виктором Гусевым
- «Прожекторперисхилтон»
- «Юмор FM. Live»
- «Пиратские торренты»
- «Звезда Юмора» с Николаем Гринько. Также называлась: Коля, пой!
- «Союзпечать» с Евгением Хорошевцевым
- «Тамада» с Сосо Павлиашвили
- «Рога и Копыта» с Геннадием Хазановым
- «Армянское радио» отвечает с Арменом Джигарханяном
- «Бригада Джимми» с Баймуратом Аллабериевым
- «Веб-кастинг с Еленой Борщёвой»
- «Ералаш»
- «Энциклопедия Уездного Города»
- «Пирожки» (ведущие: Оскар Кучера (2014—2015), Николай Басков (2015—2017)
- «Маскарад» с Олегом Есениным
- «Весь Жванецкий»
- «Будем Будить!»
- «Время приветов»
- «Кинокомедия»
- «Наша Russia. Лучшие!»
- «Фабрика смеха»

## Ведущие
- Антон Бурнышев
- Ольга Мажара
- Юлия Деточкина
- Юлия Солнечная
- Гар Дмитриев (Игорь Дмитриев)
- Дмитрий Пименов
- Максим Андреев
- Настя Иванова
- Яся Богачёва
- Людмила Дроздова (Люся Дроздова)

## Интернет-вещание
«Юмор FM» проводит потоковое (стримовое, онлайн) интернет-вещание с шириной полосы от 22 до 128 Кб/с. Кроме того, на портале www.101.ru доступны 3 интернет-канала Юмор FM:
- Анекдоты
- Юмор Non-Stop
- Классика Жанра

### Спутниковое вещание
«Юмор FM» передаёт сигнал в цифровой кодировке до наземного принимающего оборудования регионального вещателя через спутники связи:
- Intelsat 17
- Ямал-401
- Ямал-402
- Экспресс АМ3
- Экспресс АМУ1

## Юмор FM в других странах
- Беларусь
- Казахстан

Юмор FM под таким названием вещает в Беларуси и в Казахстане и вещают как отдельная радиостанция.
Юмор FM пришёл в Беларусь 1 июня 2014 года, тем самым запустив своё вещание в Минске на 93.7 FM. Чуть позже радиостанция начала вещать и в других городах Беларуси. Отличие от московской версии заключается некоторыми джинглами, сеткой вещания и использованием устаревшего логотипа, который был у московской версии до 2020 года. Имеет собственное шоу Утро с Юмором. Руководит данной радиостанций ООО Ваше телевидение.
Юмор FM в Казахстане вещает лишь в одном городе — Темиртау. Вещает на русском языке и очень сильно отличается. Не имеет никакого отношения ни к московской ни к минской версии радиостанции.